# Martin O'Donnell
Martin O'Donnell (1 mei 1955) is een Amerikaans componist. Hij is vooral bekend om zijn werk voor de computerspelserie Halo.

## Biografie
Op jonge leeftijd leerde O'Donnell piano spelen, hier kwam later klarinet bij. Begin jaren 80 haalde hij zijn Bachelor op het conservatorium, hierna ging hij verder om uiteindelijk zijn Master te halen.
O'Donnell was naar eigen zeggen een groot fan van computerspellen nadat hij voor zijn dochters een Nintendo-spelcomputer had gekocht. In het begin van zijn muzikale carrière componeerde hij muziek voor reclamefilmpjes. Toen de computerspelindustrie groeide wilde hij hiervoor muziek componeren. Hij startte zijn eigen bedrijf, genaamd TotalAudio, op en werd aangenomen als de componist van het spel Riven uit 1997. Ook voor de opvolger Myst III: Exile schreef hij muziek. Met het werken aan de muziek van Septerra Core: Legacy of the Creator door Valkyrie Studios ontmoette hij Steve Downes, die later door Martin aanbevolen zou worden als de stem van Master Chief (de hoofdpersoon uit de Halo-trilogie).
Voor het spel Halo 2 won hij in 2005 de British Academy of Film and Television Arts-prijs (BAFTA) voor Audio van het jaar.